# Josef Lejb Gelernter
Josef Lejb Gelernter (ur. 15 grudnia 1908 w Końskowoli, zm. ?) – polski rabin, w getcie warszawskim kierowni działu religijnego Centralnej Komisji Uchodźców przy Żydowskiej Samopomocy Społecznej.

## Życiorys
Był synem Rubina i Łaji Idessy Wildman. Od 1931 (lub od 1933) był rabinem w miasteczku Skępe. Pełnił również funkcję przewodniczącego gminnego sądu rabinackiego. W 1939 miał żonę i sześcioro małych dzieci. 
Po wybuchu II wojny światowej znalazł się z innymi skępskimi Żydami najpierw w Dobrzyniu nad Wisłą, następnie z częścią wiernych powrócił do Skępego, skąd tamtejsi Żydzi zostali przesiedleni do Warszawy. Z zachowanej w Archiwum Ringelbluma, anonimowej relacji wynika, iż w tym okresie, Gelernter odegrał rolę lidera skępskich Żydów. 
W getcie warszawskim kierował działem religijnym Centralnej Komisji Uchodźców przy Żydowskiej Samopomocy Społecznej. Współpracował również z grupą Oneg Szabat, przekazując do podziemnego archiwum getta warszawskiego, kilka dokumentów (przekazał ulotkę dotyczącą problemu pogrzebów w getcie warszawskim, której być może sam był również autorem, a także list nadesłany z obozu Steineck koło Poznania). 
Okoliczności śmierci Gelerntera oraz losy jego rodziny pozostają nieznane.